# Aerogaviota S.A.
Aerogaviota S.A. es una compañía aérea cubana que se dedica a realizar vuelos locales, regionales, chárter y privados. 

## Historia
Tiene sus inicios en el mes de octubre de 1994, cuando se crea, el 23 de febrero de 1990 la Oficina Comercial de Servicios Aéreos del grupo de Turismo Gaviota S.A.
Desde un principio esta la compañía tuvo entre sus funciones la tramitación de las solicitudes, contrataciones, servicios y actividades económicas financieras relacionadas con el traslado de pasajeros y cargas tanto en el ámbito nacional como internacional.
Para lograr mayores utilidades, el 1 de enero de 1994, estos servicios aéreos de la empresa de turismo Gaviota S.A, se separan de la misma y nace la actual empresa Aerogaviota S.A.
Aerogaviota cuenta también con su propia terminal aérea, situada en el aeropuerto de Playa Baracoa, en cerca de La Habana.
Su lanzamiento oficial fue en mayo de 1994 cuando se realiza la XV Convención de Turismo en Varadero. En este evento se da a aconocer 'Aerogaviota' ante touroperadores, empresarios, la prensa nacional e internacional. Ahora con una nueva imagen y nombre, Aerogaviota, irrumpe en el mercado, convirtiéndose a partir de entonces en la línea aérea más joven de Cuba, con una amplia cartera de servicios.

## Destinos de Aerogaviota
| Países | Destinos           | Aeropuertos                                          |
| ------ | ------------------ | ---------------------------------------------------- |
| Cuba   | Baracoa            | Aeropuerto Gustavo Rizo                              |
| Cuba   | Camagüey           | Aeropuerto Internacional Ignacio Agramonte           |
| Cuba   | Cayo Coco          | Aeropuerto Internacional de Jardines del Rey         |
| Cuba   | Cayo Largo del Sur | Aeropuerto Internacional Vilo Acuña                  |
| Cuba   | Cayo Las Brujas    | Aeropuerto de Cayo Las Brujas                        |
| Cuba   | Cienfuegos         | Aeropuerto Internacional Jaime González              |
| Cuba   | Holguín            | Aeropuerto Internacional Frank País                  |
| Cuba   | La Coloma          | Aeropuerto La Coloma                                 |
| Cuba   | La Habana          | Aeropuerto Internacional José Martí (hub secundario) |
| Cuba   | Manzanillo         | Aeropuerto Internacional Sierra Maestra              |
| Cuba   | Nueva Gerona       | Aeropuerto Rafael Cabrera                            |
| Cuba   | Playa Baracoa      | Aeropuerto de Playa Baracoa (hub principal)          |
| Cuba   | Santiago de Cuba   | Aeropuerto Internacional de Santiago de Cuba         |
| Cuba   | Varadero           | Aeropuerto Juan Gualberto Gómez                      |

## Flota

### Flota actual
La flota de Aerogaviota está compuesta por las siguientes aeronaves:
| Aeronaves  | En servicio | Pedidos | Pasajeros (clase única)                            | Matrículas                                         | Antigüedad                                         | Notas                                              |
| ---------- | ----------- | ------- | -------------------------------------------------- | -------------------------------------------------- | -------------------------------------------------- | -------------------------------------------------- |
| ATR 42-500 | 4           | —       | 46                                                 | CU-T1454                                           | 23,2 años                                          |                                                    |
| ATR 42-500 | 4           | —       | VIP                                                | CU-T1240                                           | 23,1 años                                          | Operando para Cubana de Aviación                   |
| ATR 42-500 | 4           | —       | 46                                                 | CU-T1455                                           | 22,6 años                                          |                                                    |
| ATR 42-500 | 4           | —       | 46                                                 | CU-T1456                                           | 22,3 años                                          |                                                    |
| Total      | 4           | —       | Edad media de la flota (marzo de 2025): 22,8 años. | Edad media de la flota (marzo de 2025): 22,8 años. | Edad media de la flota (marzo de 2025): 22,8 años. | Edad media de la flota (marzo de 2025): 22,8 años. |

### Flota histórica
| Aeronaves       | Total | Introducido | Retirado | Matrículas |
| --------------- | ----- | ----------- | -------- | --- |
| Antonov An-24RV | 1     | 2014        | c. 2020  | CU-T1463 |
| Antonov An-26   | 22    | 1994        | c. 2020  | CU-T1428, CU-T1402, CU-T1403, CU-T1235, CU-T1405, CU-T1406, CU-T1240, CU-T1401, CU-T1241, CU-T1423, CU-T1426, CU-T1420, CU-T1421, CU-T1408, CU-T1425, CU-T1429, CU-T1432, CU-T1433, CU-T1434, CU-T1435, CU-T1238 y CU-T1459 |
| Antonov An-30   | 2     | 1998        | ??       | CU-T1444 y CU-T1445 |
| ATR 42-300      | 3     | 1999        | 2002     | CU-T1451, CU-T1452 y CU-T1453 |
| Mil Mi-8        | 1     | 1994        | 2015     | CU-H406 |
| Yakovlev Yak-40 | 3     | 1994        | 2003     | CU-T1232, CU-T1448 y CU-T1450 (rrg. CU-T1537) |

## Vuelos y servicios
Aerogaviota realiza varios servicios en toda Cuba y el extranjero, en los que se encuentra:
- Vuelos chárter - Aerogaviota realiza vuelos Nacionales e Internacionales para la transportación de pasajeros en el área de Centroamérica y el Caribe.

- Vuelos privados - Nacionales e Internacionales.

- Vuelos en helicóptero - Transporte de pasajeros, cargas, filmaciones, bojeos, investigaciones científicas, lanzamientos de paracaidistas.

Un servicio único en su tipo en el Caribe,[cita requerida] que permite visitar lugares de difícil acceso donde solo se llega a través de este medio.